# Jack Thomas Brinkley
Jack Thomas Brinkley (22 de diciembre de 1930-23 de enero de 2019) fue un político, educador y abogado estadounidense. 

## Biografía
Brinkley nació en Faceville, Georgia. Después de graduarse de Young Harris College en 1949, se convirtió en maestro de escuela durante varios años antes de servir como piloto en la Fuerza Aérea de los Estados Unidos de 1951 a 1956. Después de su servicio militar, ingresó en la Escuela de Derecho de la Universidad de Georgia en Atenas, se graduó con un título de Juris Doctor en 1959 y se convirtió en un abogado en ejercicio en Columbus, Georgia. 
La carrera política de Brinkley consistió en un mandato en la Cámara de Representantes de Georgia de 1965-1966 y ocho mandatos consecutivos en la Cámara de Representantes de los Estados Unidos a partir de 1967 y terminando en 1983, cuando decidió no postularse para la reelección. Fue un segregacionista que votó en contra de la Ley de Derechos Civiles de 1968. También votó en contra de extender la Ley Federal de Derechos de Votación de 1965. 
Después de su retiro, se mudó a Columbus, Georgia. Brinkley murió el 23 de enero de 2019 a la edad de 88 años.